# Harald Aars
Harald Aars (* 31. Mai 1875 in Christiania; † 4. Juni 1945 in Oslo) war ein norwegischer Architekt.

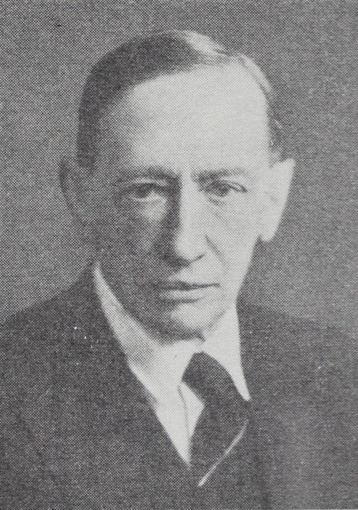
Harald Aars

## Leben
Harald Aars war ein Sohn des Pädagogen Jacob Jonathan Aars (1837–1908) und dessen Gattin Anna Ernesta Birch-Reichenwald (1838–1919). Ferner war er ein jüngerer Bruder des Philosophen und Psychologen Kristian Birch-Reichenwald Aars, ein Enkel des Politikers Christian Birch-Reichenwald sowie ein Urenkel des Politikers und Staatsrats Peter Motzfeldt.
Nach dem Abschluss der Mittelschule 1890 arbeitete Aars ein Jahr im in Christiania (vormaliger Name von Oslo) ansässigen Industriebetrieb Thunes mekaniske verksted. Anschließend  bildete er sich an der Technischen Schule in Christiania  bis 1895 zum Bauingenieur aus und übte von 1895 bis 1897 den Beruf eines Zeichners für das Ankersche Marmorgeschäft in Halden aus. Mit Hilfe eines Stipendiums unternahm er 1896 eine Reise nach Italien, Griechenland und Deutschland. 1897–98 hielt er  sich in London auf, studierte dort Architektur am Royal College of Art und war ferner Assistent des Architekten Charles Spooner. 1899 feierte er seine Hochzeit mit Anna Dybwad Berentzen (1878–1947), einer Enkelin des Buchhändlers und Verlegers Jacob Dybwad.
Ab 1899 lebte Aars wieder zwei Jahre in Christiania und wirkte während dieser Zeit als Assistent des Architekten Holger Sinding-Larsen. 1901 besuchte er zu Studienzwecken Großbritannien und Frankreich und war daraufhin 1902/03 für das Stadtarchitekturbüro in Christiania tätig. In dieser Stadt eröffnete er 1904 sein eigenes Architekturbüro, das er bis 1919 betrieb. Seit 1918 war Lorentz Harboe Ree sein Teilhaber. Der Architektenvereinigung Christianias präsidierte er in den Jahren 1916 und 1917. Dann arbeitete er von 1920 bis 1940 als Stadtarchitekt in Christiania/Oslo und war von 1927 bis 1937 Vorsitzender der Selskabet for Oslo Byes Vel (Gesellschaft zum Wohl Oslos).
Aars entwarf Villen (so schon 1907 zwei in der Thomas Heftyes Straße, Oslo), Kirchen (z. B. Lovisenberg-Kirche in Oslo, 1911–12), Wohnbauten, Schulen und andere öffentliche Gebäude (z. B. in Zusammenarbeit mit Lorentz Harboe Ree das Gemeindehaus im Osloer Stadtviertel Vaterland, 1920). Für die südnorwegische Gemeinde Rjukan arbeitete er die Baupläne für ein dort 1913 errichtetes Pensionat aus. Seine Entwürfe sahen konstruktiv simple Gebäude ohne viel Ornamentik vor. Daneben widmete er sich auch der Gestaltung von Möbel. Ferner schrieb er über Architektur und veröffentlichte u. a. Artikel in St. Hallvard (z. B. den Beitrag Romantikkens monument Oscarshall, 1942), Teknisk ukeblad (dessen Mitherausgeber er von 1907 bis 1912 war), Byggekunst und Kunst og Kultur.  Für den 1927 erschienenen zweiten Band der Norsk kunsthistorie verfasste er das Kapitel Arkitekturen i det 19. og 20. aarhundrede.
Ausgezeichnet wurde Aars in den skandinavischen Ländern u. a. durch seine Ernennung zum Kommandeur 2. Klasse des Wasaordens, Ritter des Nordstern-Ordens und Ritter 1. Klasse des Finnischen Ordens der Weißen Rose. Am 4. Juni 1945 starb er im Alter von 70 Jahren ins Oslo.